# Nəcəf bəy Vəzirov

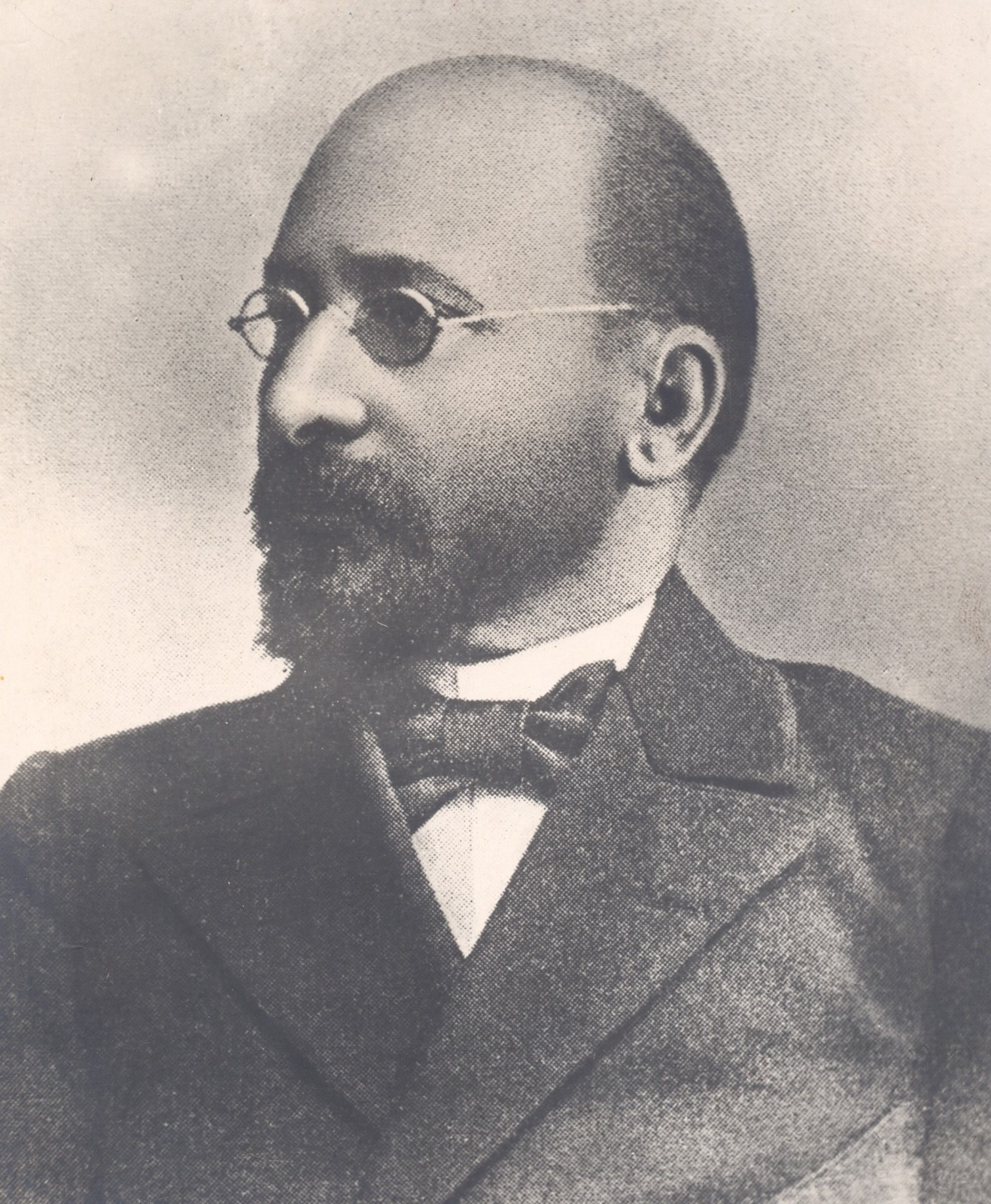
Nəcəf bəy Vəzirov

Nəcəf bəy Fətəli bəy oğlu Vəzirov (eingedeutscht Nätschäf bäj Wäsirow; * 2. April 1854 in Şuşa, Gouvernement Elisawetpol, heute Gəncə, Russisches Kaiserreich; † 9. Juli 1926 in Baku, Aserbaidschanische SSR, UdSSR) war ein aserbaidschanischer Schriftsteller, Dramatiker, Publizist und Theatermann. Er ist Autor der ersten aserbaidschanischen Tragödie und gilt als Mitbegründer des aserbaidschanischen Theaters. Er wird auch gelegentlich als "muslimischer Ostrowski" bezeichnet.

## Biographie
Vəzirov war in eine verarmte Adelsfamilie in Şuşa hineingeboren. Seine erste Ausbildung erhielt er in Madrasa, einer islamisch-religiösen Schule und lernte dort unter anderem Persisch. Ein Jahr später begann er, die städtische Schule von Şuşa zu besuchen, die er jedoch angesichts von Misshandlungen und Schlägen, denen er und seine Mitschüler ausgesetzt waren, bald darauf verlassen musste.
1868 begab sich Vəzirov nach Baku und wurde dort in ein Realgymnasium aufgenommen. Er lernte den Aufklärer und Publizisten Həsən bəy Zərdabi kennen, der in diesem Gymnasium unterrichtete. Als Zardabi das Interesse seines Schülers am Theater erkannte, bezog er ihn in die Aufführung der Komödie “Hacı Qara” (Hadschi Kara) von Mirzə Fətəli Axundov mit ein. Das Gymnasium schloss Vəzirov mit Silbermedaille ab und setzte sein Studium im Anschluss zunächst in Sankt Petersburg, später an der Petrow-Landwirtschaftsakademie in Moskau (heute Russische Staatliche Agraruniversität) fort. Während des Studiums veröffentlichte er regelmäßig verschiedene Arten von Essays in “Əkinçi” (Äkintschi), der ersten aserbaidschanischen Zeitung, dessen Chefredakteur Həsən bəy Zərdabi war.
Nach dem Studium war Vəzirov kurzzeitig als Förster in Dilidschan tätig. 1895 zog er nach Baku und begann hier, nach der erfolgreich bestandenen Anwaltsprüfung, in einem Bezirksgericht als Verteidiger für Arme und Benachteiligte zu arbeiten. Die Bürokratie der Beamten, die sozialen und alltäglichen Konflikte des städtischen Umfelds, die er in dieser Zeit aus nächster Nähe beobachten konnte, bereicherten seine Erfahrungen als Dramatiker und Publizist.
1903 wurde Vəzirov Sekretär in der Stadtduma von Baku. Kurze Zeit später wurde er zum stellvertretenden Leiter der Bildungsabteilung ernannt und war gemeinsam mit Zərdabi an der Eröffnung neuer Schulen in Aserbaidschan beteiligt.

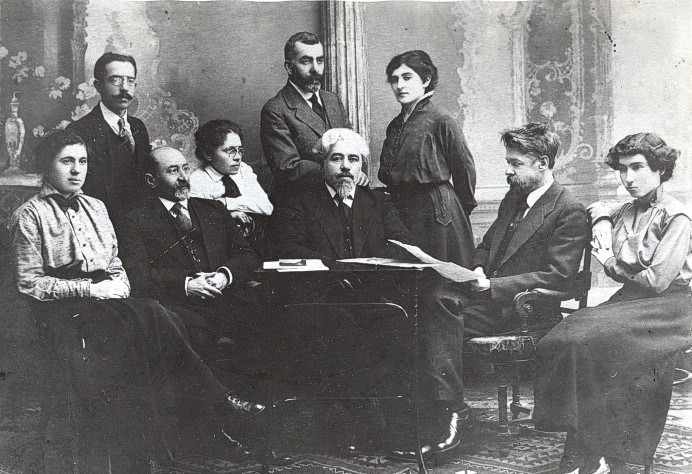
Vəzirov (dritter links) mit den Lehrerkollegen (1916)

Nach der Gründung der Sowjetmacht in Aserbaidschan im April 1920 wurde Vəzirov zum Oberinspektor der Forstabteilung des Volkskommissariats für Landwirtschaft Aserbaidschans berufen. Gleichzeitig setzte er seine pädagogische Tätigkeit in der Fachschule für Bauwesen und Landgewinnung in Baku fort. Er starb am 9. Juli 1926 am Herzinfarkt.

## Literarisches Schaffen
Vəzirov schrieb etwa 15 dramatische Werke, die das Leben und die Moral aserbaidschanischer Großgrundbesitzer, Kaufleute und bürgerlicher Geschäftsleute des späten 19. und frühen 20. Jahrhunderts realistisch darstellten. In den Komödien wie "Fleisch für dich, Knochen für mich" (1873) und "Das Bild der häuslichen Erziehung" (1875) übte er scharfe Kritik an unzeitgemäßen Schulkonzepten sowie den Prinzipien der patriarchalischen Erziehungsmethoden. Im Stück „Die Unglückliche“ (1874) sprach er die Entmachtung aserbaidschanischer Frauen an und rief die Massen zum Kampf gegen die Ungerechtigkeit auf.
Besondere Berühmtheit erlangte Vəzirov mit dem 1896 geschriebenen Werk „Müsibəti Fəxrəddin” (Das Leid von Fachräddin). Damit legte der Schriftsteller den Grundstein der realistischen Tragödie in der Geschichte des aserbaidschanischen Dramas. Darin schuf der Autor das Bild eines jungen Adeligen, der sich gegen die feudale Ordnung seiner Zeit auflehnt und diese zu bekämpfen versucht.
1913 wurde das 40-jährige Jubiläum der literarischen Laufbahn von Vəzirov in Baku feierlich begangen.